# Chapelle de Sigismond
La chapelle de Sigismond  (en polonais Kaplica Zygmuntowska) est une chapelle Renaissance située près du portail sud de la cathédrale de Wawel à Cracovie et construite entre 1519 et 1533 par l'architecte de Florence Bartolomeo Berrecci (en) pour le roi Sigismond Ier de Pologne. Surmontée d'un dôme doré, la chapelle abrite les tombes du fondateur et de ses enfants : Sigismond Ier de Pologne, Sigismond II de Pologne et Anna Jagiellon. 
Selon plusieurs historiens d'art, elle est « le plus bel exemple de la Renaissance toscane au nord des Alpes »,. 

## Description
Bartolomeo Berrecci (en) est l'architecte en chef de la chapelle et l'auteur de la conception générale des décors sculptés. On attribue à Giovanni Cini (de) la presque totalité des grotesques. Les sculptures, le stuc et les peintures ont été dessinées par quelques architectes parmi les plus renommés de l'époque :  Georg Pencz, Hermann Vischer (en) Santi Gucci.
Conçue comme chapelle funéraire pour Sigismond Ier et sa femme Barbara décédée en 1515, elle accueillait également dans sa crypte voûtée les cercueils de tous rois de Pologne jusqu'au milieu du XVIIIe siècle.

## Galerie

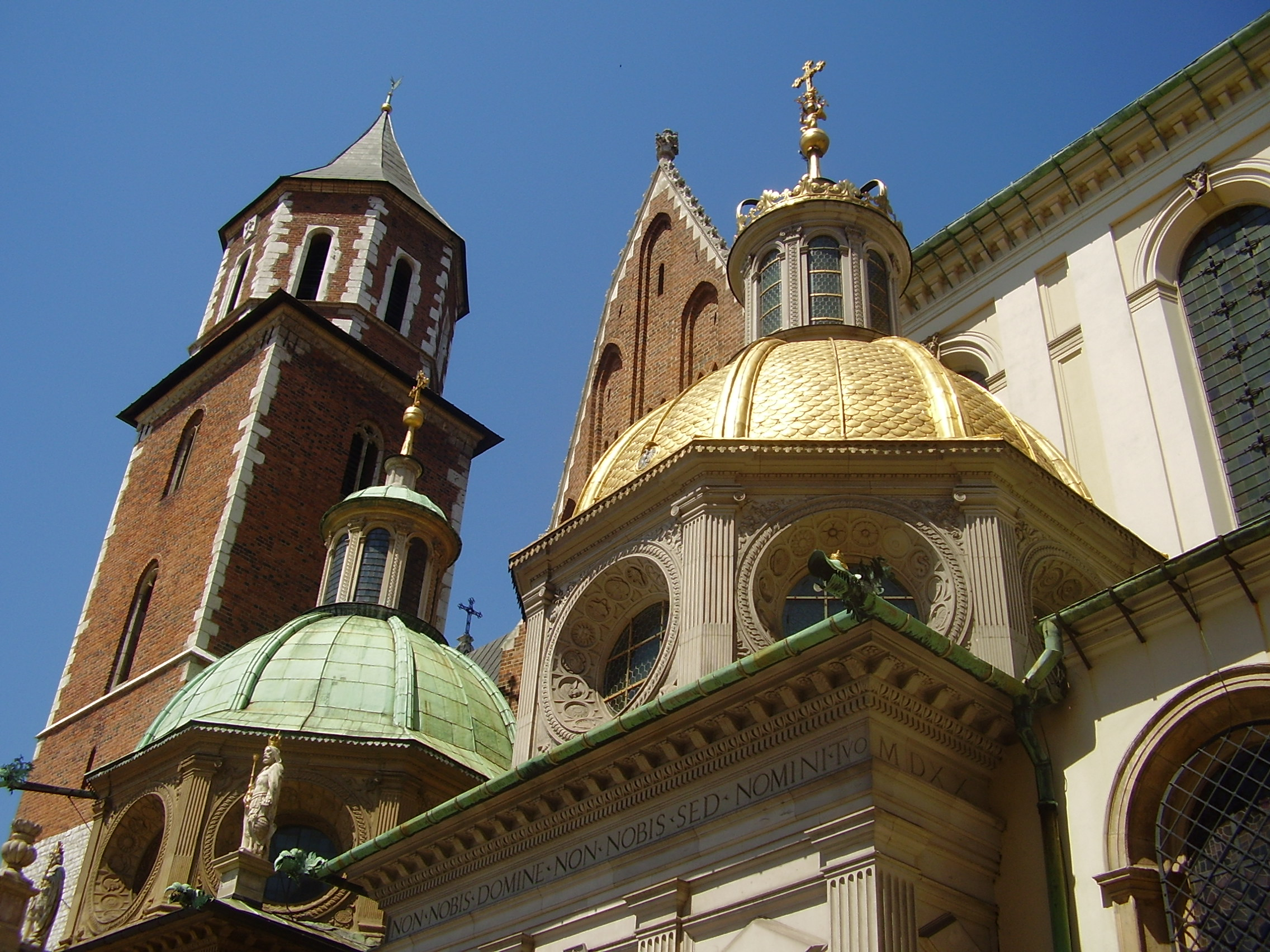
Le dôme doré de la chapelle
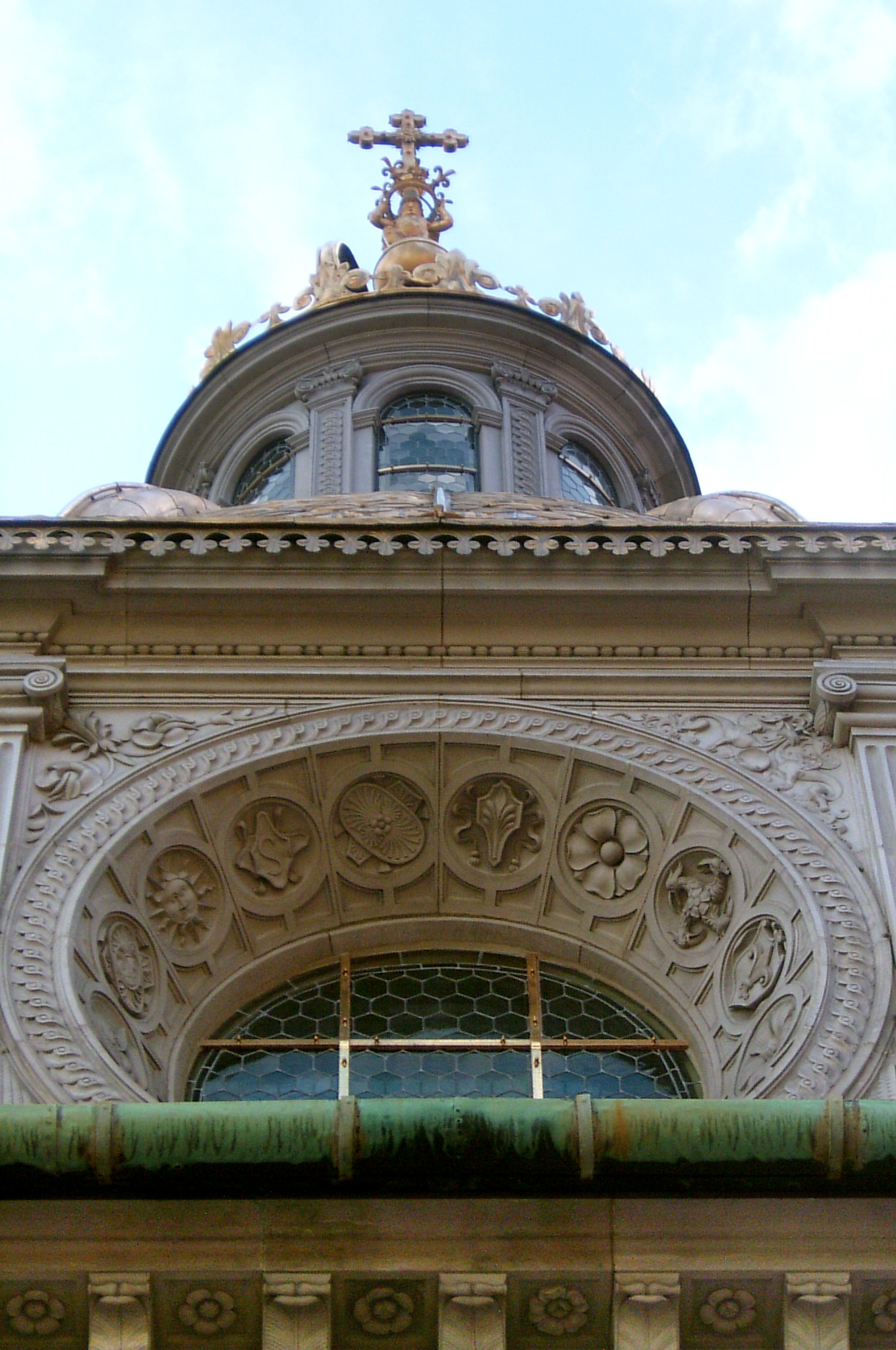
Une décoration de vitrail et la croix sur le dome de la chapelle
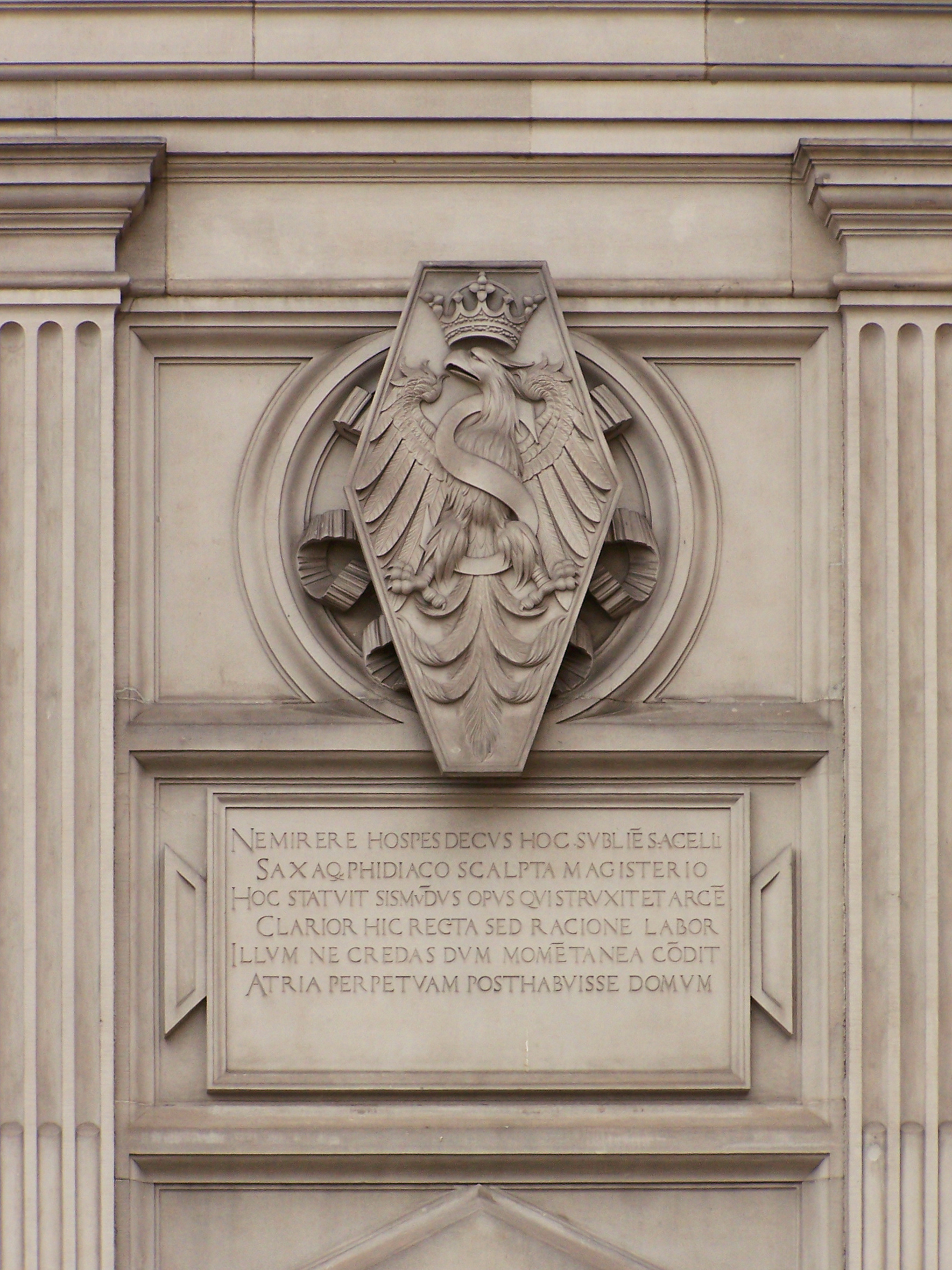
L'Aigle blanc de Pologne et l'ancien monogramme de Sigismon 1er
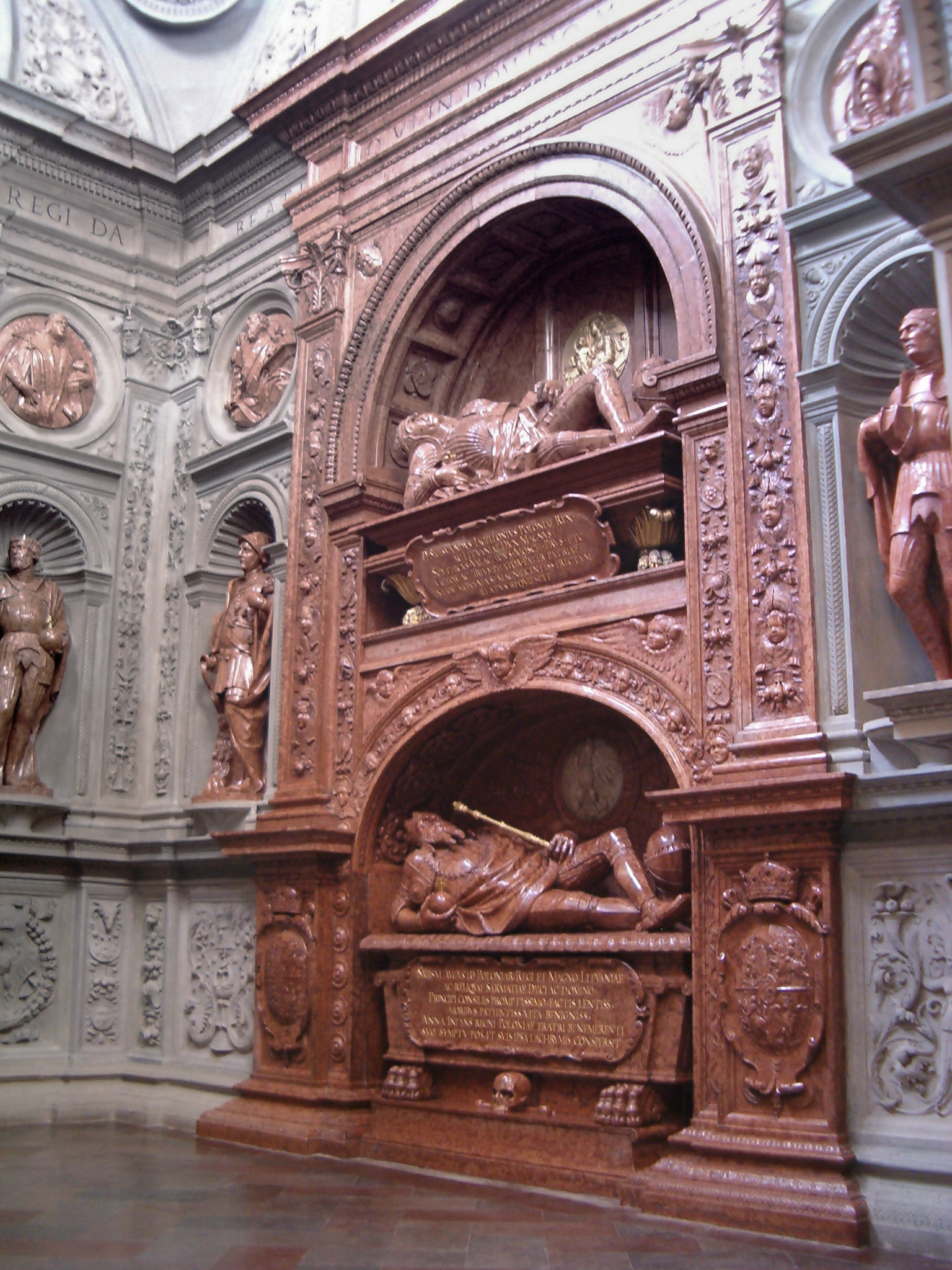
Tombe de Sigismon 1er et Sigismond II de Pologne dans la chapelle
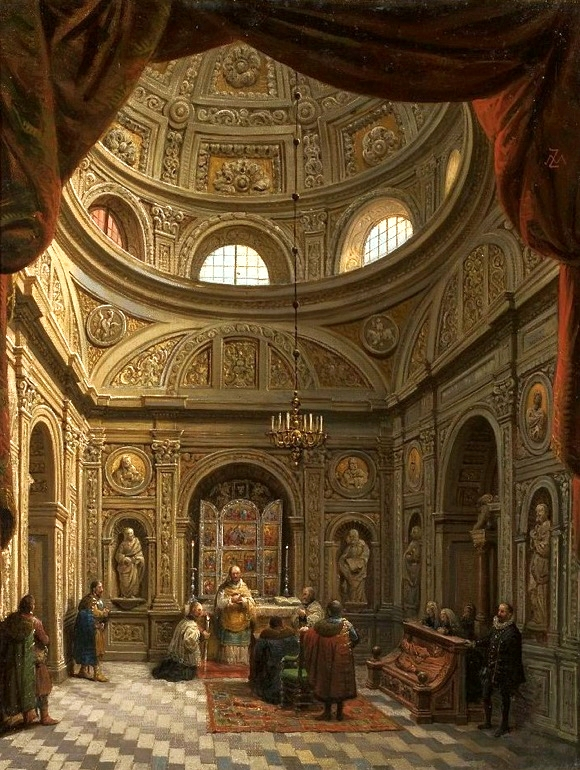
Chapelle au XIXe siècle par Marcin Zaleski
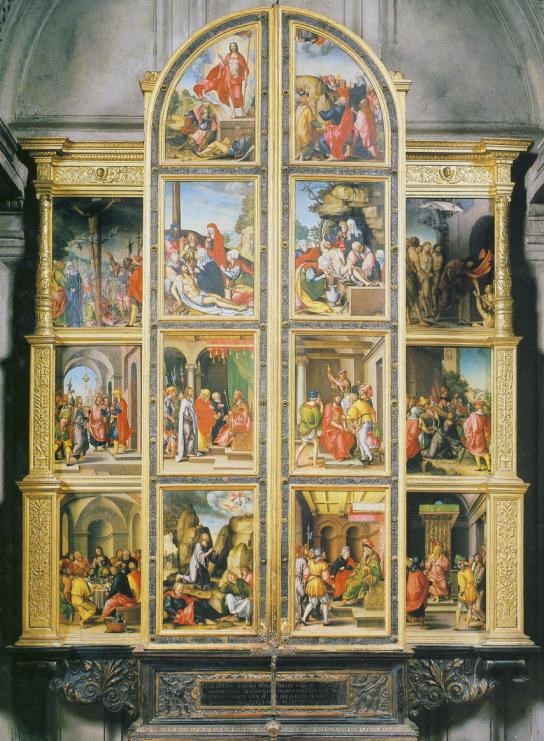
Autel (fermé) de la chapelle